# L'ora di piangere/Io al mondo ho solo te
L'ora di piangere/Io al mondo ho solo te è il secondo singolo da solista di Lucio Dalla, pubblicato nel 1965 dalla ARC.

## Tracce
1. L'ora di piangere (cover di Remember (Walking In The Sand)) (testo: Sergio Bardotti ed Ettore Carrera – musica: George Morton)
2. Io al mondo ho solo te (cover di Every Little Bit Hurts) (testo: Gianfranco Baldazzi – musica: Edward C. Cobb)

## Descrizione
Come il precedente, anche questo disco è prodotto da Gino Paoli e Gian Franco Reverberi; in entrambe le canzoni è presente l'orchestra diretta dal fratello di Gian Franco, il Maestro Gian Piero Reverberi.
La copertina del disco raffigura un orologio che segna mezzogiorno, riferimento al brano sul lato A.
Anche in questo caso, come per Lei (non è per me)/Ma questa sera, il riscontro commerciale è nullo.

### L'ora di piangere
L'ora di piangere è la cover di Remember (Walking In The Sand), brano di George Morton lanciato dal gruppo The Shangri-Las; il testo in italiano è di Sergio Bardotti ed Ettore Carrera.
Pochi mesi dopo Dalla inciderà la canzone dal vivo nell'album di Gino Paoli Gino Paoli allo Studio A.
La canzone è stata inserita nel 1966 nell'album di debutto di Dalla, 1999

### Io al mondo ho solo te
Io al mondo ho solo te è la cover di Every Little Bit Hurts, brano di Edward C. Cobb incisa da Brenda Holloway; il testo in italiano è di Gianfranco Baldazzi.
La canzone verrà ristampata solo nel 1996 nell'antologia Le origini, pubblicata dalla BMG.